# Gorky Park (film)
Gorky Park is een Amerikaanse misdaadfilm uit 1983 onder regie van Michael Apted. Hij baseerde het verhaal hiervan op dat uit het gelijknamige boek uit 1981 van Martin Cruz Smith. Actrice Joanna Pacula werd voor haar bijrol genomineerd voor een Golden Globe en acteur Michael Elphick voor een BAFTA Award voor die van hem. Scenarioschrijver Dennis Potter won daadwerkelijk een Edgar Allan Poe Award.

## Verhaal
Begraven onder de sneeuw in het Gorkipark in Moskou worden de lichamen gevonden van drie vermoorde mensen. Het blijken drie twintigers, maar hun lichamen zijn verder vrijwel niet te identificeren. Ze hebben geen papieren, hun gezichten zijn vakkundig van hun schedels afgesneden en hun vingertoppen zijn verwijderd. Alle drie de slachtoffers zijn van dichtbij neergeschoten, wat een professioneel motief doet vermoeden. Sovjetrechercheur Arkady Renko wil hierdoor liefst zo snel mogelijk de zaak overdragen aan de KGB. Hij deed namelijk al eens eerder onderzoek naar de geheime dienst en belandde toen zelf in het ziekenhuis.
Renko laat zich overhalen om het onderzoek toch zelf voort te zetten en wordt vanaf dat moment nauwlettend in de gaten gehouden door KGB-medewerkers. Hij komt uit bij Irina Asanova, wier schaatsen werden gevonden bij het vrouwelijke slachtoffer, vermoedelijk haar vriendin Valerya Davidova. Zij kende ook de twee mannelijke vermoedelijke doden James Kirwill en Kostia Borodin, hoewel Asanova overtuigd zegt te zijn dat Davidova naar New York verhuisde en daarom nooit een van de doden kán zijn. Renko laat een reconstructie van het gezicht van de vrouwelijke dode maken door een forensisch specialist en hoopt haar daarmee te overtuigen. Asanova vertrouwt namelijk niemand en weigert te praten, ook niet tegen de inmiddels op haar verliefde Renko. Ze twijfelt of hij echt achter de waarheid probeert te komen of dat hij een KGB-er is die probeert te achterhalen wat zij weet en of ze haar mond daarover houdt.
Een van de mannen die Renko in het geheim volgt, blijkt geen KGB-er, maar de Amerikaanse rechercheur William Kirwill, de op wraak beluste broer van een van de slachtoffers. Hij vertrouwt de Russische autoriteiten totaal niet en doet daarom zelf op eigen houtje onderzoek. Hoewel hij Renko ervan verdenkt niet meer te zijn dan een van de zoveel corrupte Sovjets, komt hij hem te hulp wanneer Renko zelf bijna wordt omgebracht. Samen concluderen ze dat de Amerikaanse vooraanstaande bontimporteur Jack Osborne hen tot de oplossing kan leiden. Hij blijkt namelijk een bekende van zowel de drie vermoorde personen als van de bedreigde Asanova.

## Rolverdeling
| Acteur          | Personage              |
| --------------- | ---------------------- |
| William Hurt    | Arkady Renko           |
| Lee Marvin      | Jack Osborne           |
| Brian Dennehy   | William Kirwill        |
| Joanna Pacula   | Irina Asanova          |
| Michael Elphick | Pasha                  |
| Ian McDiarmid   | professor Andreev      |
| Ian Bannen      | hoofdaanklager Iamskoy |

## Trivia
- Gorky Park was voor acteur Sayle (Golodkin) zijn eerste bioscoopfilm
- Gorky Park werd niet in het Russische Moskou opgenomen, maar in het Finse Helsinki